# 和歌山共同発電所
和歌山共同発電所（わかやまきょうどうはつでんしょ）は和歌山県和歌山市湊1850番地にある和歌山共同火力の火力発電所。

## 概要
住友金属工業（現、日本製鉄）と関西電力の共同出資により設立された和歌山共同火力株式会社が運営する火力発電所で1963年に1号機が運転開始、3号機までが建設された。
2012年6月には、老朽化した1、2号機の代替機として新たに高効率コンバインドサイクル発電方式の新1号機が建設され、2014年10月14日に営業運転を開始した。一方、1号機は廃止、2号機は定期検査時の予備機となった。

## 発電設備
- 総出力：37.9万kW（2016年1月現在）[2]

2号機（予備機）
定格出力：7.5万kW
使用燃料：高炉ガス、コークス炉ガス、重油
営業運転開始：1965年7月
3号機
定格出力：15.6万kW
使用燃料：高炉ガス、コークス炉ガス、重油
営業運転開始：1970年7月
新1号機
発電方式：コンバインドサイクル発電方式
定格出力：14.8万kW
　ガスタービン × 1軸
　蒸気タービン × 1軸
使用燃料：高炉ガス、コークス炉ガス
営業運転開始：2014年10月14日

### 廃止された発電設備
（旧）1号機（廃止）
定格出力：7.5万kW
使用燃料：高炉ガス、コークス炉ガス、重油
営業運転期間：1963年4月 - 2013年10月

## 沿革
- 1961年6月 - 住友金属工業と関西電力の共同出資により和歌山共同火力設立
- 1963年4月 - 1号機営業運転開始
- 1965年7月 - 2号機営業運転開始
- 1970年7月 - 3号機営業運転開始
- 2012年6月 - 新1号機着工
- 2013年10月 - （旧）1号機廃止
- 2014年10月 - 新1号機営業運転開始（14.7万kW）
- 2016年1月 - 新1号機低大気温度時プラント効率向上対策の実施（+0.1万kW） [3]